# Palotabozsok
Palotabozsok (németül Boschok, eredeti nevén “Palotabözsök”) község Baranya vármegyében, a Mohácsi járásban.

## Fekvése
Mohácstól északra, mintegy 15 kilométerre található, a Baranyai-dombság keleti részén. A szomszédos települések: észak felől Véménd, kelet felől Dunaszekcső, dél felől Somberek, délnyugat felől Görcsönydoboka, nyugat felől pedig Szebény.

### Megközelítése
Legfontosabb megközelítési útvonala, az átadása óta az M6-os autópálya, mely az északi határában halad el, és közvetlenül a határszéle mellett (döntően véméndi területen) csomópontja is van.
Központján áthalad a Mohácsot Pécsváraddal összekötő út régebbi nyomvonala (a mai 5621-es út), de a jelenlegi útvonal (az 5606-os út) Véméndével együtt Palotabozsok lakott területét is elkerüli, nyugat-délnyugati irányból.
A településnek a Pécs–Pécsvárad–Bátaszék-vasútvonalon vasútállomása is volt, de 1997-től Pécstől már csak Pécsváradig mentek a vonatok, majd 2003-ban a Palotabozsok és Bátaszék közötti szakaszon is megszűnt a személyforgalom.

## Története
A település és környéke már ősidőktől lakott hely volt. Ezt tanúsítják a területén talált leletek, melyek a péceli kultúra, a mészbetétes edények népének és a rómaiaknak itteni megtelepedéséről vallanak.
Bozsok nevét az oklevelek 1329-ben említették először Bozok néven. 1329-ben úgy említik egy oklevélben, mint Bárral határos települést Doboka és Monyoka között, tehát a mai Somberek területét is magába foglalta. Neve 1499-ben Palutha-Bosok írásmóddal tűnt fel. A nevéhez kapcsolódó Palota nevéből arra lehet következtetni, hogy itt egykor várszerű erődítmény, megerősített kastély vagy palota állt.
A török időkben elnéptelenedett településen 1694-ben délszlávok, majd 1724-ben németek telepedtek le. A délszláv lakosság később fokozatosan elköltözött a faluból.
Palotabozsok a 20. század elején Baranya vármegye Pécsváradi járásához tartozott.
Az 1910-ben végzett népszámláláskor a településnek 1863 lakosa volt, melyből 144 volt magyar, 1709 német, 10 délszláv, ebből 1835 volt római katolikus. 2001-ben a népszámlálás adatai szerint 1109 lakosa volt Palotabozsoknak, ennek 34,7%-a német nemzetiségű.

## Közélete

### Polgármesterei
- 1990–1994: Schütz József (független)[3]
- 1994–1998: Schütz József (független)[4]
- 1998–2002: Schütz József (független)[5]
- 2002–2006: Schütz József (független)[6]
- 2006–2010: Jordán József (független)[7]
- 2010–2014: Friedrichné Fazekas Mária (független)[8]
- 2014–2019: Ritzl Róbert (független)[9]
- 2019–2024: Ritzl Róbert (független)[10]
- 2024– : Ludvig Károly (független)[1]

## Népesség
A település népességének változása:
| Lakosok száma | 925  | 903  | 870  | 852  | 854  | 774  | 782  | 773  |
|               | 2013 | 2014 | 2015 | 2019 | 2021 | 2022 | 2023 | 2024 |

A 2011-es népszámlálás során a lakosok 89%-a magyarnak, 1,7% cigánynak, 0,5% horvátnak, 33,7% németnek mondta magát (10,8% nem nyilatkozott; a kettős identitások miatt a végösszeg nagyobb lehet 100%-nál). A vallási megoszlás a következő volt: római katolikus 71,5%, református 4,3%, evangélikus 0,1%, görögkatolikus 0,1%, felekezeten kívüli 4,4% (19,3% nem nyilatkozott).
2022-ben a lakosság 89,3%-a vallotta magát magyarnak, 30,7% németnek, 0,9% horvátnak, 0,5% cigánynak, 0,3% szerbnek, 0,1% görögnek, 2,6% egyéb, nem hazai nemzetiségűnek (6,1% nem nyilatkozott; a kettős identitások miatt a végösszeg nagyobb lehet 100%-nál). Vallásuk szerint 54% volt római katolikus, 3,4% református, 0,9% evangélikus, 0,5% görög katolikus, 0,9% egyéb keresztény, 2,8% egyéb katolikus, 6,1% felekezeten kívüli (31% nem válaszolt).

## Látnivalók
Az egykori vasútállomáson létrehozott vasúttörténeti múzeum és hajtánypálya.

## Ismert személyek
- Egyes kutatók szerint itt halt meg 1526 őszén Vásárhelyi András vértanú ferences szerzetes, himnuszköltő.

## Képek

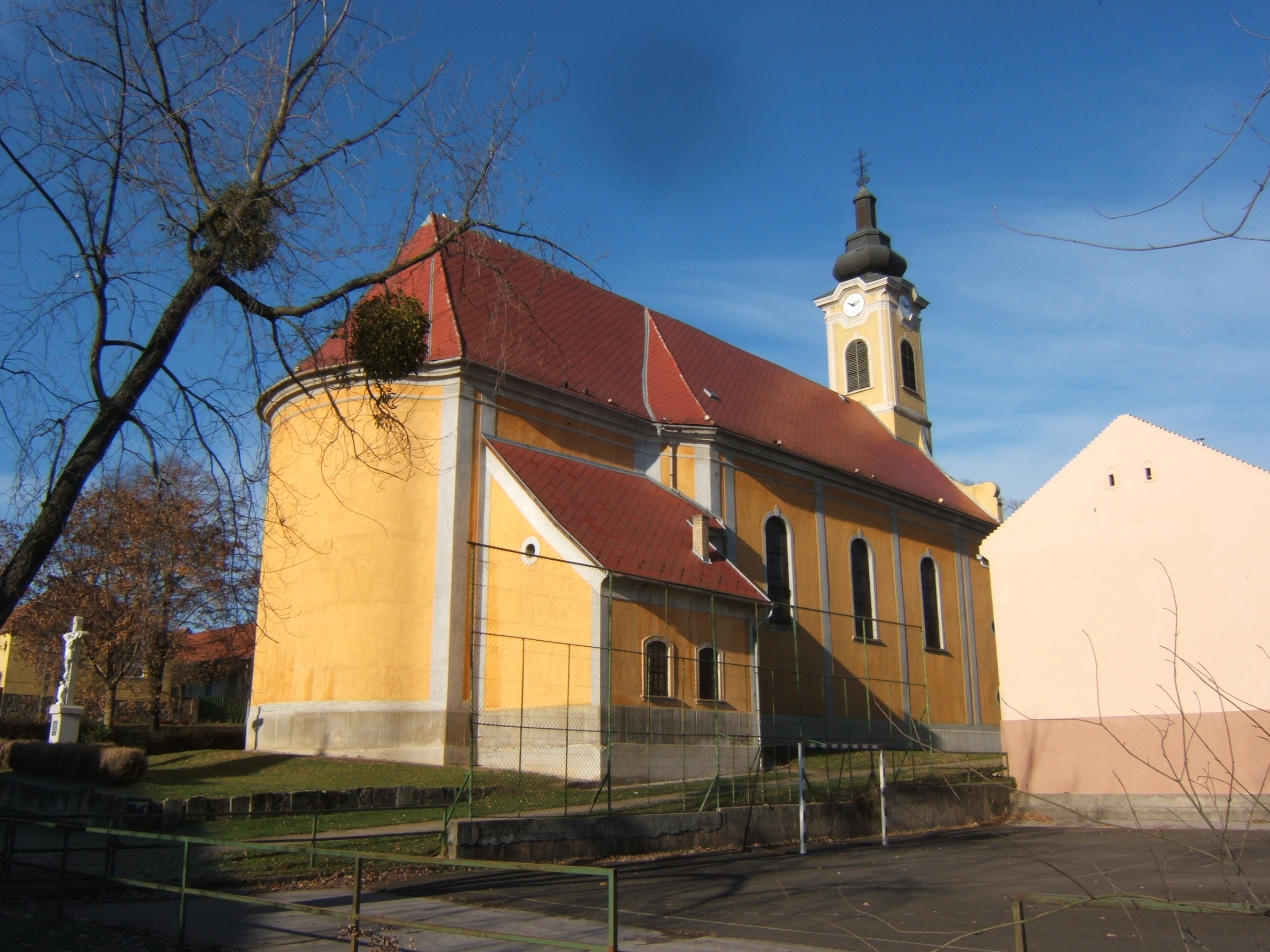
A római katolikus templom
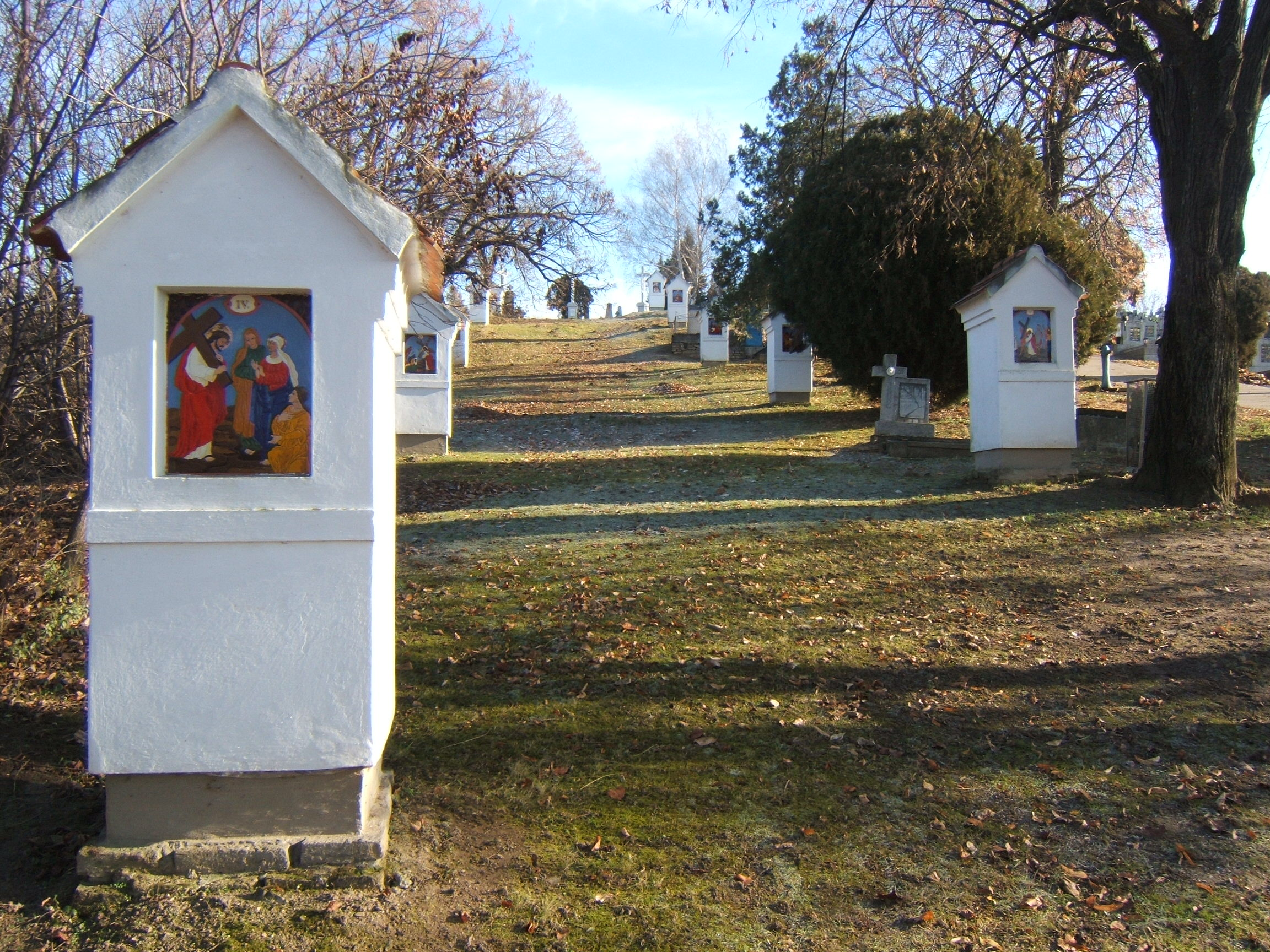
A keresztút
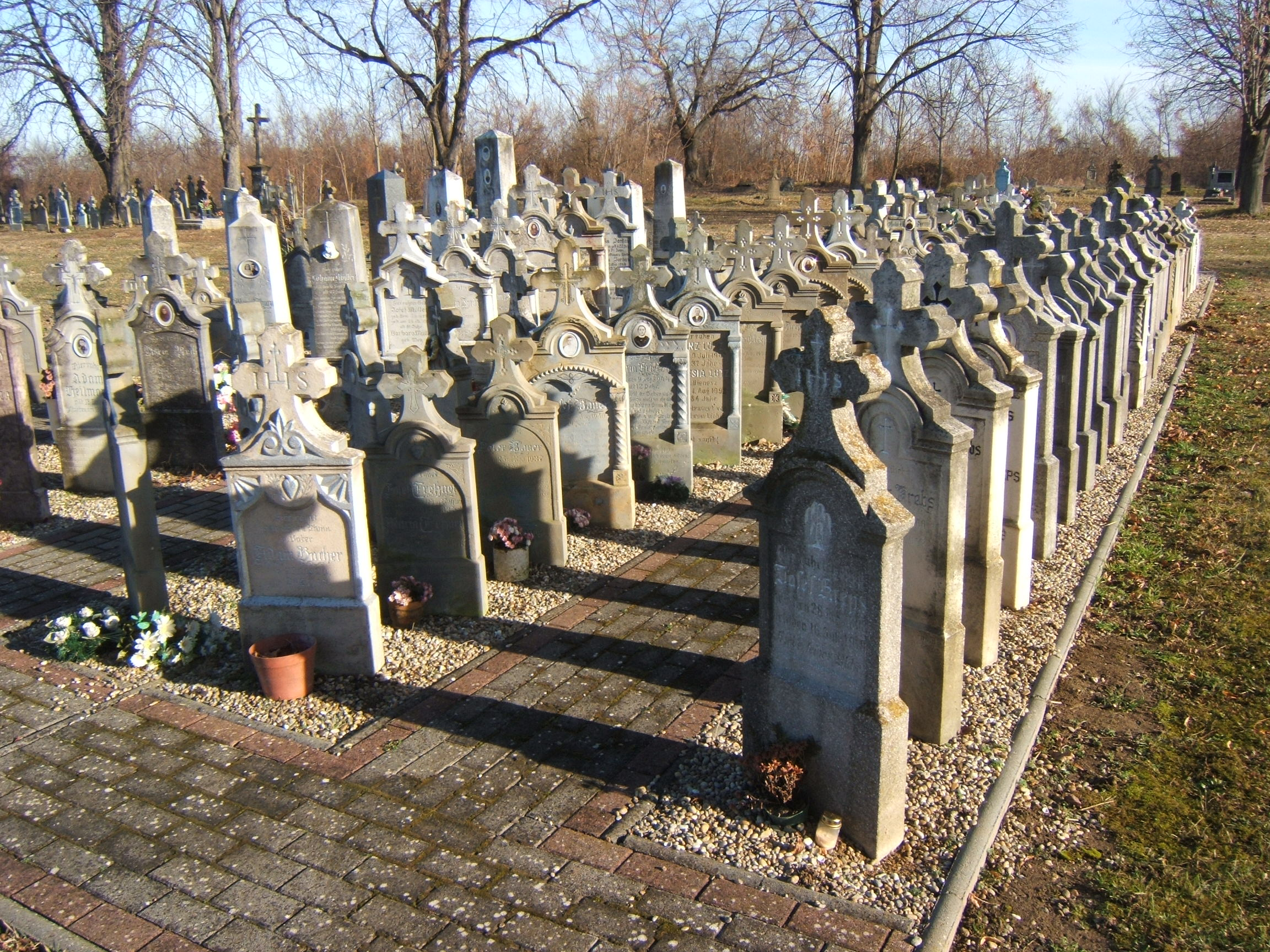
Régi sírkövek a temetőben